# Wermlandsensemblen
Wermlandsensemblen är en fristående blandad kör i Värmland. Ensemblen grundades 1982 av en grupp körsångare och arbetade de första åtta åren utan ordinarie dirigent, och leddes istället av olika gästdirigenter såsom Eric Ericson, Gösta Ohlin, Terje Kvam och Grethe Helgeröd. Sedan 1990 är Gunno Palmquist, professor i kördirigering vid Göteborgs Universitet, körens ledare. Körens huvudinriktning är klassisk västerländsk musik från renässans till uruppföranden av nyskrivna verk. Kören har cirka 16 sångare från hela Värmland och repeterar oftast i Karlstad.